# Camp David
Camp David, ufficialmente Naval Support Facility Thurmont, è una delle residenze del presidente degli Stati Uniti d'America. Si trova in un'area montuosa nel Maryland settentrionale.
Costruita inizialmente fra il 1935 e il 1938 come campo per funzionari federali e le loro famiglie (con il nome di Hi-Catoctin), in un'area utilizzata anche per le esercitazioni del OSS, la struttura fu convertita nel 1942 in residenza presidenziale dal Presidente Franklin Delano Roosevelt con il nome di "Shangri-La" (nome dell'immaginario paradiso sull'Himalaya raccontato nel romanzo Orizzonte perduto di James Hilton), e sotto il suo successore Harry Truman divenne residenza ufficiale. Nel 1953 Dwight D. Eisenhower la rinominò Camp David, in ricordo del padre e in onore del nipote, entrambi David.
Il nome ufficiale Naval Support Facility Thurmont ricorda che la residenza è tecnicamente un'installazione militare, il cui personale è fornito dalla Marina degli Stati Uniti e dal Corpo dei Marines. La posizione della base non è riportata sulle mappe del parco di Catoctin, ma è tuttavia visibile tramite le immagini satellitari di popolari servizi commerciali.

## Eventi

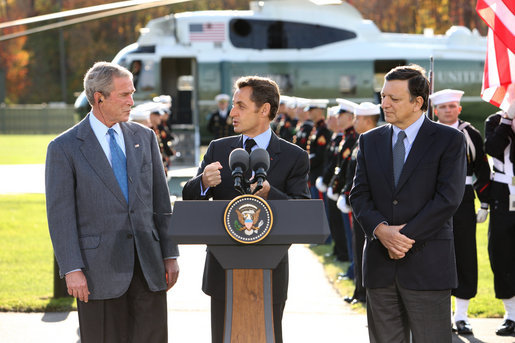
Bush, Sarkozy e Barroso a Camp David

È stata la sede di numerose conferenze e negoziati internazionali condotti sotto gli auspici della Casa Bianca.

### Trattato israelo-egiziano del 1978
Il suo nome è spesso collegato ai trattati di pace siglati nel 1978 tra Egitto e Israele. Grazie alla determinazione del presidente statunitense Jimmy Carter nel 1978 si incontrarono a Camp David il presidente egiziano Sadat ed il premier israeliano Menachem Begin: ne derivò la stipula di un trattato di pace tra l'Egitto ed Israele, che poneva fine a trent'anni di ostilità (l'ultimo episodio bellico era stata la guerra del Kippur, avvenuta nel 1973). In base a questi accordi Israele si impegnava a restituire la penisola del Sinai all'Egitto, mentre quest'ultimo si sarebbe dovuto discostare dalle posizioni estremistiche dell'OLP, il movimento per la liberazione della Palestina.
I frutti della pace non furono però duraturi: due anni dopo il trattato, il presidente egiziano Sadat venne assassinato da estremisti islamici contrari alla pace e l'Egitto, pur mantenendo le relazioni diplomatiche con Israele, scelse un basso profilo rispetto alle aspettative di Camp David. Quanto a Carter, si è sostenuto che l'elettorato ebraico-statunitense non si sia avvicinato alle sue posizioni dopo l'accordo, ma anzi nelle elezioni del 1980 votò per Carter meno che nel 1976.

### Summit di Camp David del 2000
Tra l'11 e il 24 luglio 2000, sotto la presidenza di Bill Clinton, il primo ministro israeliano Ehud Barak e il presidente palestinese Yasser Arafat si sono incontrati a Camp David nel tentativo di raggiungere un accordo permanente per porre termine al conflitto israelo-palestinese. Nonostante i buoni auspici iniziali, gli incontri non sono riusciti a colmare le differenze di posizione iniziali e a consentire di raggiungere un accordo.

### 38º Incontro G8
Il 18 e il 19 maggio 2012, sotto la presidenza di Barack Obama si è tenuto a Camp David il 38º Incontro del G8.